# Лісні Шигалі
Лісні Шига́лі (рос. Лесные Шигали, чув. Вӑрман Шӑхаль) — присілок у складі Вурнарського району Чувашії, Росія. Входить до складу Буртасинського сільського поселення.
Населення — 17 осіб (2010; 29 у 2002).
Національний склад:
- чуваші — 86 %